# Audubon-lombjáró
Az Audubon-lombjáró (Setophaga auduboni)  a madarak osztályának verébalakúak (Passeriformes) rendjébe és az újvilági poszátafélék (Parulidae) családjába tartozó faj.

## Rendszerezése
A fajt John Kirk Townsend amerikai ornitológus írta le 1837-ben, a Sylvia nembe Sylvia Auduboni néven. 

## Alfajai
- Setophaga auduboni auduboni (J. K. Townsend, 1837)
- Setophaga auduboni nigrifrons (Brewster, 1889)[2]

## Előfordulása
Észak-Amerikában, Kanada és az Amerikai Egyesült Államok területein fészkel. Telelni délre vonul, eljut Mexikó, Belize, Guatemala, Honduras és Salvador területére is. 	 			
Természetes élőhelyei a tűlevelű erdők, mérsékelt övi erdők és cserjések, szubtrópusi és trópusi száraz erdők, síkvidéki és hegyi esőerdők, valamint vidéki kertek.

## Természetvédelmi helyzete
Az elterjedési területe rendkívül nagy, egyedszáma pedig ismeretlen. A Természetvédelmi Világszövetség Vörös listáján nem fenyegetett fajként szerepel.